# Jin Chonrei
Jin Chonrei (japonés: 秦崇雷, rōmaji: Jin Chonrei?, pinyin: Qín Chónglei) es un personaje de videojuegos que fue presentado por la compañía SNK en su saga de peleas Fatal Fury, apareciendo también el videojuego Neo Geo Battle Coliseum.
Chonrei aparece por primera vez como el jefe final Secreto en Fatal Fury 3, posterior a Ryuji Yamazaki y su hermano Jin Chonshu. Tanto el como su hermano son interpretados por el renombrado seiyu, Kappei Yamaguchi.

## Historia
Jin Chonrei es uno de los dos Hermanos Jin que buscan por un artículo que les fue robado, Los Rollos de la Inmortalidad. Ellos saben que los rollos se encuentran en South Town por lo que mandan a Ryuji Yamazaki a buscar los rollos por la ciudad. Otros personajes también se encuentran en busca de los rollos por diversos motivos.
Si el jugador jugó de manera satisfactoria a lo largo del curso del juego, después de derrotar a su hermano menor Chonshu, aparece Chonrei enfadado jurándole al jugador que no dejara que escape de ese lugar con vida. Independientemente de si el jugador pelea o no contra Chonrei el jugador podrá ver de todas formas el final del personaje que escogió.
Después de los sucesos de Fatal Fury 3, Geese Howard consigue los rollos de la inmortalidad e intenta obtener la inmortalidad con ellos, por lo que los peleadores de South Town va en su búsqueda para derrotarlo, siendo Terry Bogard el único llegar hasta su peligrosa torre. Los hermanos Jin también van en búsqueda de los rollos. Después de que Terry derrota a Geese los hermanos Jin logran hacerse con los rollos de la inmortalidad.
Sin embargo en un giro de la trama, Chonrei destruye los rollos a pesar de las protestas de su hermano Chonsu. Chonrei le explica a su hermano que es mejor vivir unas vidas como niños normales que continuar su existencia maldita como Inmortales. Chonshu eventualmente esta de acuerdo con destruir los rollos, por lo que ambos se van.

## Trivia
- En los eventos de Real Bout Fatal Fury 2 en el final de Chonrei este se vuelve discípulo de Tung Fu Rue (también sucede en el propio final de Tung) mientras que Chonshu se vuelve discípulo de Kim Kaphwan (en su respectivo final). Aunque el juego no entra en la continuidad oficial de la serie, los finales si son aceptados como parte del canon oficial de la saga.
- La voluntad demostrada por Chonrei en destruir los rollos de la inmortalidad, tal vez sea la razón por la que Tung Fu Rue lo eligió a él como su discípulo, como pasados estudiantes suyos que no han seguido al pie de la letra su estilo de pelea - Jeff Bogard puede ser la excepción pero fue asesinado por otro de los estudiantes de Tung, Geese Howard.
- El hace un cameo en The King Of Fighters 2002 junto con su hermano en el escenario de China.
- El corte de cabello de Chonrei es similar al de Vegeta de Dragon Ball Z. Su P. Power super en los juegos de Real Bout es muy similar también al ataque que Vegeta lanzó contra Cell.